# Тарасенко, Андрей Викторович
 Андре́й Ви́кторович Тарасе́нко  (29 января 1975, Боготол) — российский пауэрлифтер, рекордсмен мира. Шестикратный чемпион мира  по версии ведущей мировой федерации пауэрлифтинга IPF в составе сборной команды России. Заслуженный мастер спорта России. Почетный гражданин Боготола (1999).

## Биография
Тарасенко Андрей родился в г. Боготоле Красноярского края. Спортом увлекался еще со школы. В свое время был капитаном баскетбольной, волейбольной, хоккейной команд. После службы в армии, по совету заслуженного тренера России Павла Чернышева, пришел в силовое троеборье и с 1995 года работал с тренером В. В. Кортуновым.

### Сборная России
В 1998 году на чемпионате Европы в городе Владимире стал чемпионом Европы и в этом же году на чемпионате в Венгрии стал чемпионом мира среди юниоров. В 1999 году в составе сборной России по пауэрлифтингу завоевал титулы чемпиона мира в Италии и чемпиона Европы в Польше среди мужчин. В 1999 году решением краевого спорткомитета в номинации «Лучший спортсмен Красноярского края по неолимпийским видам спорта» был признан лучшим спортсменом Красноярского края. Весной 2000 года на чемпионате России по силовому троеборью в городе Сыктывкаре Андрей в весовой категории до 90 кг стал абсолютным чемпионом России. Он побил свой же рекорд в приседании, был сильнее всех в жиме. Затем в Германии, на чемпионате Европы, Андрей занял первое место в категории до 90 кг, став абсолютным чемпионом Европы. По итогам 2000 года был признан лучшим пауэрлифтером России и включен в состав сборной Европы для участия в Мировых играх, проходивших в августе 2001 года в Японии.
В 2002 году на 29-м Чемпионате Европы по пауэрлифтингу, в шведском городе Эскилтуна, установил новый мировой рекорд в тяге – в сумме 957,5 кг. В 2003 году на 34-м Чемпионате мира по пауэрлифтингу в Дании получил серебряную медаль. Сказалась полученная ранее травма. Андрей был готов установить мировой рекорд и стать чемпионом мира, но одна лишь ошибка в приседаниях в третьем подходе сильно осложнило дальнейшую борьбу за чемпионство, а затем Андрей уступил сопернику в тяге. Чтобы попасть в сборную России, в 2004 году Андрею пришлось отвоевать нелегкую победу в финале чемпионата России. Довольно много любителей спорта пришли и приехали посмотреть и поддержать именно прославленного боготольца. Травма плеча и студенческая сессия, завершившаяся за три недели до чемпионата, не способствовали набору лучшей спортивной формы. Андрею пришлось мобилизовать все резервы и собирать результат в каждом движении буквально с точностью до 2,5 кг. 
На 35-м Чемпионате Мира по пауэрлифтингу в Кейптауне (Южно-Африканская республика) Андрей получил серебряную медаль. В этом же году на 27-м Чемпионате Европы в городе Нимбурге (Чехия) Тарасенко стал пятикратным чемпионом Европы и установил при этом новый мировой рекорд в жиме лежа – 260,5 кг. В 2005 году в немецком городе Дуйсбурге на 7-х Всемирных играх неолимпийских видов спорта Андрей Тарасенко стал чемпионом, завоевав золотую медаль в тяге, подняв вес в 345 кг. На 35-м Чемпионате мира в Америке в 2005 году Андрей стал чемпионом мира в пятый раз, взяв в жиме рекордное количество килограммов.
На его счету оказалось сорок рекордов мира, Европы и России. В этом же году Андрей стал абсолютным чемпионом чемпионата ОАО «Российские железные дороги», показав хорошую технику и отличный результат – 975 кг. Кроме того, Андрей получил золотую медаль на Чемпионате России в Казани, в категории до 90 кг. Это была его шестая победа на чемпионатах страны. В 2006 году на 29-м Чемпионате Европы по пауэрлифтингу в Чешской республике Андрей завоевал все золото – 4 медали, став в шестой раз чемпионом Европы. За несколько месяцев до этого, в начале 2006 года Андрей Тарасенко стал чемпионом России в седьмой раз, завоевав первое место в тяге, набрав в сумме 1000 кг.

## Карьера
Серебряный призёр Всемирных игр 2001 года. Победитель Всемирных игр 2005 года.
Чемпион мира 1999, 2000, 2001, 2004, 2005, 2007 года. Вице-чемпион мира 2003 года.
Чемпион Европы 1999, 2000, 2001, 2002, 2004, 2006 года.
Чемпион мира среди юниоров 1998 года.
Чемпион Европы среди юниоров 1998 года.
Многократный чемпион России (1999, 2000, 2001, 2002, 2004, 2005, 2006).